# Cylindropuntia davisii
Cylindropuntia davisii là một loài thực vật có hoa trong họ Cactaceae. Loài này được (Engelm. & J.M.Bigelow) F.M.Knuth mô tả khoa học đầu tiên năm 1935.